# Merowingischer Bruderkrieg
Als Merowingischen Bruderkrieg bezeichnet man eine Reihe von Konflikten im Frankenreich der Merowinger, die in den Zeitraum zwischen der Reichsteilung nach dem Tod Chlothars I. († 561) und der letztlichen Wiedervereinigung durch Chilperich II. 719 fallen.

## 561–584: Kriege Chilperichs I.

### Erbauseinandersetzung nach Chlothars Tod
Ende 561 starb König Chlothar I. und hinterließ vier Söhne, die das Erbe unter sich aufteilten. Drei von ihnen – Charibert I., Guntchramn (Guntram I.) und Sigibert I. – waren Söhne aus seiner Ehe mit Ingund, der vierte, Chilperich I., stammte aus Chlothars Ehe mit Ingunds Schwester Arnegunde. Charibert erhielt den Reichsteil mit der Hauptstadt Paris, Guntchramn den mit der Hauptstadt Orléans, Sigibert den mit der Hauptstadt Reims und Chilperich den mit der Hauptstadt Soissons. Während Ingunds Söhne bei der Teilung ungefähr gleichwertige Anteile erhielten, fiel das Gebiet Chilperichs kleiner aus. Chilperich war von Chlothar als Lieblingssohn bevorzugt worden, woraus er einen Anspruch auf eine Vorrangstellung bei der Nachfolgeregelung ableitete. Daher versuchte er, schon vor der Reichsteilung den Staatsschatz an sich zu reißen und auch nachher seinen Anteil gewaltsam zu vergrößern.

### Krieg um Gailswinthas Morgengabe
Als Charibert im Jahr 567 ohne Erben starb, konnten die drei überlebenden Brüder sich zwar auf eine Aufteilung von Chariberts Nachlass einigen, doch erzeugte ein familiärer Konflikt neue Spannungen. Im Frühjahr 566 hatte Sigibert Brunichild geheiratet, eine Tochter des Westgotenkönigs Athanagild, im Jahr darauf nahm Chilperich deren Schwester Gailswintha zur Frau und gab ihr die Städte Bordeaux, Cahors, Limoges, Bearn und Bigorre als Morgengabe. Jedoch wurde sie 567/568, auf Anstiften seiner Konkubine Fredegunde, ermordet, worauf Chilperich Fredegunde zu seiner Ehefrau erhob. Dieser Vorgang verschärfte den schon lange bestehenden Gegensatz zwischen Sigibert und Chilperich. Guntrams Vermittlung, zu der er einen Malberg einberief, der Chilperich ein Wergeld auferlegte, scheiterte letztlich. Chilperich beauftragte 573 seinen drittgeborenen Sohn Chlodwig mit der Aufstellung einer Armee in Angers. Dieser besetzte von dort aus Tours und Poitiers. Diese Städte hielt Chilperich für einen adäquaten Ersatz für Bearn und Bigorre und wollte dabei aber auch noch die anderen drei Städte einnehmen. Guntram sandte aber seinen fähigen General Mummolus, der seine Armee von Chalons aus in Gang setzte. Mummolus entsetzte zuerst Tours und wandte sich dann Poitiers zu. Dort traf er auf die Generäle Chlodwigs, die Freiwilligenverbände anführten. Siger war fränkischer Herkunft, Basilius römischer Herkunft.

### Krieg Chilperichs gegen Guntrams Burgund
Chilperich besetzte nun weite Teile von Sigiberts Gebiet, woraufhin Guntchramn eingriff, der sich zum einen 576 in Aquitanien mit Chilperich schlug, zum anderen 577 Sigiberts unmündigen Sohn Childebert II. adoptierte und zu seinem Erben einsetzte, da er nach dem Tod seiner vier Söhne keine männlichen Nachkommen mehr hatte. Childebert II. kam unter die Regentschaft fränkischer Adliger, denen es gelang, den Anteil seines Vaters von 561 (für den der Name Austrasien aufkam) zu retten. Ein Umsturz in Austrasien, durch den Brunichild entmachtet wurde, führte 581 zu einer Verständigung zwischen Childebert II. und Chilperich gegen Guntchramn, die Chilperich freie Hand gab, sich Guntchramns Besitz in Aquitanien anzueignen.
Zwei Jahre später stand Chilperich dann aber bei seinem Großangriff alleine gegen Guntchramn, da in Reims eine Gegenrevolution der Parteigänger Brunichilds Erfolg hatte und zu einem Wechsel Austrasiens auf die Seite Guntchramns führte. Jedoch kam das neue Bündnis nicht mehr zum Tragen, zum einen wegen außenpolitischer Störungen (der oströmische Kaiser Maurikios forderte Bündnisverpflichtungen ein, denen die Franken auch nachkamen), zum anderen durch die Ermordung Chilperichs im Herbst 584, wohl im Rahmen einer Adelsverschwörung, die ihren Kern in Austrasien hatte.

## 584–596: Guntchramn und Childebert II.
Chilperichs Tod ließ sein Reich zusammenbrechen; im Unterschied zur Lage in Austrasien nach Sigiberts Tod waren die Großen nicht bereit, für Kontinuität zu sorgen. Im Süden erhob sich der Usurpator Gundowald. Fredegunde musste sich mit ihrem vor wenigen Monaten geborenen Sohn Chlothar II. unter den Schutz Guntchramns stellen. Chlothar II. war der einzige Erbe Chilperichs, nachdem dessen ältere Söhne bereits gestorben waren (die aus seiner ersten Ehe mit Audovera zum Teil im Auftrag Fredegundes ermordet). Darauf zog Guntchramn in Paris ein und übernahm für Chlothar die Regentschaft für dessen Teilreich, für das sich damals der Name Neustrien einbürgerte. Den austrasischen Neffen bezog er in seine Politik mit ein, indem er ihn als seinen Erben bestätigte, den Usurpator Gundowald besiegte und tötete er im Jahr darauf.
Kritisch war nun nur noch die Situation am Hof in Reims, wo der jetzt erwachsene Childebert II. kurz hintereinander zwei Söhne bekommen hatte: Theudebert II. (585) und Theuderich II. (587), wodurch in den Augen einer Gruppe von Adligen sich die Möglichkeit einer neuen Regentschaft eröffnete. Der Mordkomplott wurde entdeckt, nach seiner Unterdrückung rückte die königliche Familie eng zusammen und räumte am 28. November 587 mit dem Vertrag von Andelot die verbliebenen Differenzen aus.
Der Frieden hielt bis zum Tod Guntchramns am 28. März 592. Childebert II. trat wie vorgesehen das Erbe an und begann sofort damit, das noch nicht unter seiner Herrschaft stehende Neustrien zu unterwerfen. Auch diesmal waren es äußere Einflüsse (Aufstände der Bretonen und der Warnen), die die Ausführung solange verzögerten, bis er im März 596 überraschend starb, wobei auch hier ein gewaltsamer Tod durchaus möglich ist.

## 604 Chlothar II. und Theuderich II.
Auf Betreiben Brunhildes sollte der burgundische Hausmeier Bertoald Residenzen entlang der Seine inspizieren. Chlotar II. empfand das als Provokation und entsandte seinen Sohn Merowech und seinen Hausmeier Landerich mit einer Armee, um die dreihundert Mann Bertoalds bei Orleans zu belagern. An Weihnachten 604 griff dann Theuderich II. mit seiner Hauptarmee ein und konnte die Neustrier vertreiben und dabei sogar Paris einnehmen.

## 612–613: Theudebert II. und Theuderich II.
In Austrasien und Burgund wurden nun Theudebert II. und Theuderich II., 10 bzw. 9 Jahre alt, unter der Regentschaft ihrer Großmutter Brunichild zu Königen erhoben; eine Reichsteilung wurde vorgenommen, bei der Theudebert II. Austrien bekam und in Metz Residenz nahm, Theuderich II. Burgund erhielt und sich in Chalon-sur-Saône niederließ. Gemeinsam griff man nach dem Tod Fredegundes (597) dann den nur wenig älteren Vetter in Neustrien an, der im Jahr 600 bei Dormelles (südlich von Montereau) eine deutliche Niederlage erlitt, nach der seine Herrschaft auf einige Gaue um Rouen, Beauvais und Amiens beschränkt wurde.
Doch hielt die Allianz der Brüder nicht lange, 604 kam ein Grenzkonflikt hoch, 605 konnte ein Krieg noch verhindert werden, man sah sich aber in den Folgejahren nach Verbündeten um. 610 fand ein Treffen in der Pfalz Seltz im Elsass statt, zu dem Theudebert II. mit einem Heer erschien und sich so durchsetzen konnte. 611 musste Theudebert gegen die Awaren ins Feld ziehen, was Theuderich 612 nutzte, um nun seinerseits offensiv zu werden. Er konnte seinen Bruder erst bei Toul, später bei Zülpich schlagen. Theudebert und seine Söhne gerieten in Gefangenschaft und wurden getötet; der gerade geborene Merowech wurde an einem Felsen zerschmettert. Theuderich konnte aber seinen Sieg nicht mehr nutzen, denn im Jahr darauf starb er in Metz im Alter von 25 Jahren.
Brunichild reagierte sofort und ließ ihren Urenkel Sigibert II., einen Sohn Theuderichs II., zum König erheben, um selbst die Regentschaft zu übernehmen. Der Adel war aber nicht gewillt dies hinzunehmen. Der austrasische Adel ging sofort zu Chlothar II. über, der burgundische erst, als er dem neustrischen Gegner bei Châlons-sur-Marne gegenüberstand. Der burgundische Hausmeier verhaftete Brunichild in Orbe bei Neuchâtel und lieferte sie an Chlothar II. aus. Chlothar II. ließ sie foltern und von einem Pferd zu Tode schleifen. Auch zwei der vier Söhne Theuderichs II. wurden getötet; lediglich den jüngsten, Merowech, verschonte Chlothar als sein eigenes Patenkind, während dem zweiten, Childebert, die Flucht gelang; von beiden Kindern hat man jedoch nie mehr etwas gehört.
Die Reichsteilung von 561 fand somit nach fast fünfzig Jahren Krieg ein Ende. Die Hauptbeteiligten waren alle gestorben, zumeist durch die Hand bzw. im Auftrag von Familienmitgliedern getötet. Der überlebende Chlothar II. brauchte keinen Schwertstreich zu tun und konnte sich darauf beschränken, das Erbe einzusammeln.
Obwohl die Bürgerkriege mit der Wiedervereinigung des Gesamtreichs endeten, war das Endergebnis eine Stärkung des Adels, dem Chlothar II. seinen Erfolg verdankte, und eine Niederlage der von Brunichild vertretenen Idee des Zentralismus und eines mächtigen Königtums. Zu dieser Entwicklung trug die Erhebung von Kinderkönigen in allen Reichsteilen bei, die Regentschaften erforderlich machte.

## 676–677 Thronstreit
675 fiel Childerich II., König aller Reichsteile, einer Verschwörung neustrischer Adliger zum Opfer. Wulfoald (Hausmeier in Neustrien und Austrasien) musste vor der wachsenden Macht Ebroins (dem Hausmeier des Teilreiches Burgund) nach Austrasien fliehen. Dort angekommen proklamierte er mit den Großen des Reichs den Königssohn Dagobert II. zum neuen König. Ebroin wollten jedoch Chlodwig, bekannt als „der Austrasier“, einen angeblichen Sohn Chlothars III., auf dem Thron sehen. Eine Eskorte des angelsächsischen Bischofs Wilfrid von York brachte Dagobert 676 aus dem irischen Exil sicher nach Austrasien zurück. Infolge der Wirren nach dem Königsmord und Tod zweier bestehender Thronanwärter brach ein Grenzkrieg zwischen den beiden Reichsteilen aus, der bis 677 dauerte. Letztlich wurde Dagobert anerkannt.

## 717–719: Chilperich II. und Chlothar IV.

### Die pippinidisch-karolingische Sukzessionskrise (714–723)
Im Jahr 717 waren der bzw. die Merowingerkönige in der Regel nur noch Symbole des Staates, wenn man es positiv ausdrücken wollte; sie waren quasi Marionetten der Hausmeier. Der letzte bürgerkriegsähnliche Konflikt war daher eher ein Konflikt zwischen Raganfrid und Karl Martell.

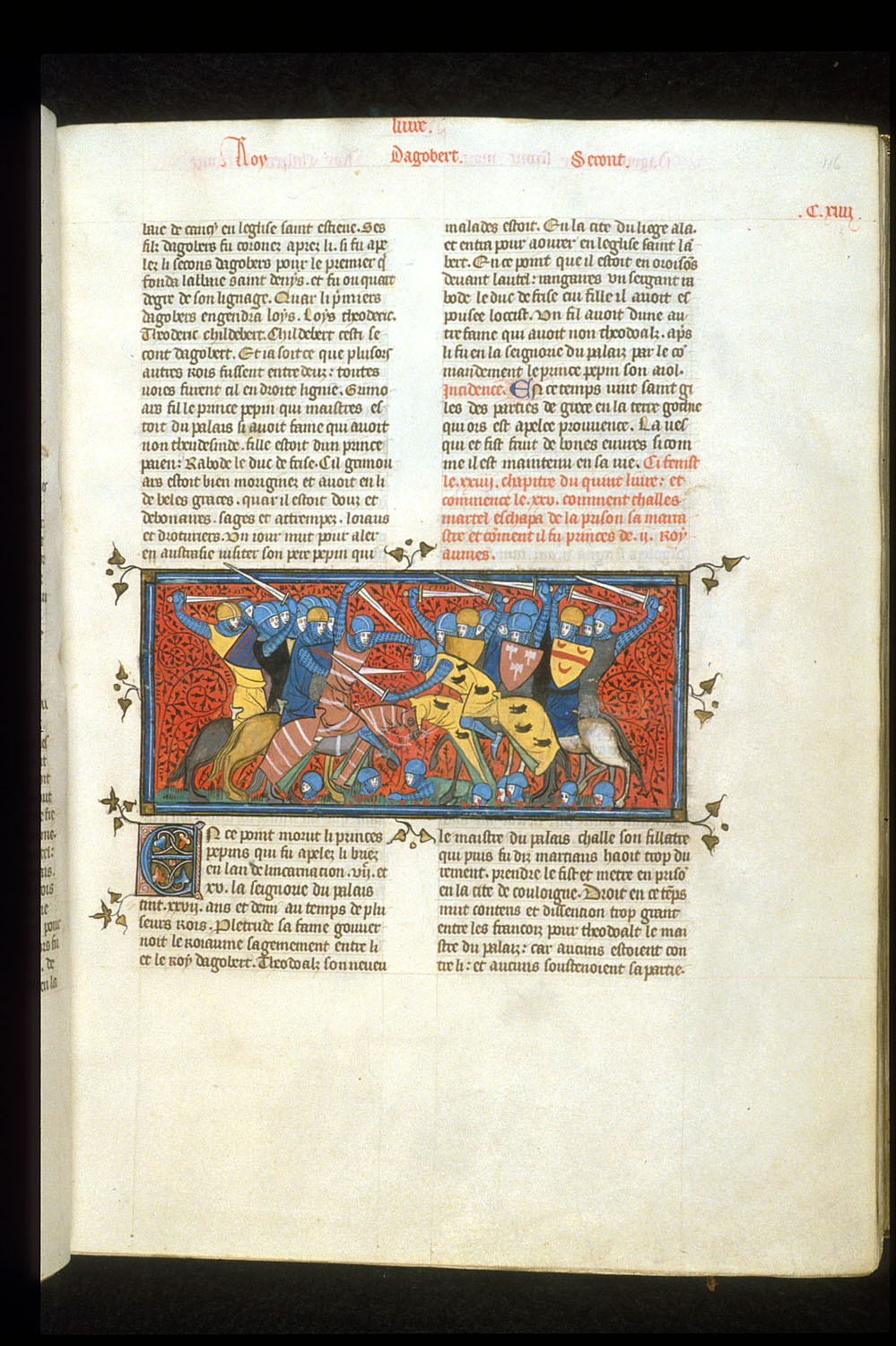
Ausschnitt aus der Schlacht zwischen Chilperich und Karl Martell (Grandes Chroniques de France, BL Royal 16 G VI f. 116)

Pippin hatte kurz vor seinem Tod seine beiden Söhne aus erster Ehe verloren. Drogo war 708 verstorben, Grimoald wurde 714 ermordet. Dadurch fiel Karl jedoch keine Macht zu und er wurde auch bei der Regelung von Pippins Nachfolge nicht berücksichtigt. Den größten Nutzen von dieser Ausgrenzung hatte Plektrud, die ihren Söhnen und Enkeln die Nachfolge Pippins verschaffen wollte. Durch Pippins Tod kam es zu Auseinandersetzungen um die Herrschaftsnachfolge, die in der Forschung als „pippinidisch-karolingische Sukzessionskrise“ bezeichnet werden.
Nach dem Tod Pippins im Dezember 714 handelte Plektrud wie eine Königswitwe, während von der Mutter des damaligen merowingischen Königs Dagobert III. nicht einmal der Name bekannt ist. Plektrud sicherte ihrem Enkel Theudoald die Nachfolge im Hausmeieramt. Um Ansprüchen ihres Stiefsohns Karl vorzubeugen, nahm sie ihn in Haft. Sie residierte hauptsächlich in Köln, während Theudoald sich als Hausmeier Dagoberts III. in Neustrien aufhielt.
Gegen Plektrud erhoben sich jedoch neustrische Große, die ihre frühere Stellung im Frankenreich zurückerobern wollten. Am 26. September 715 besiegten die Neustrier Theudoald in Compiègne. Sie bemächtigten sich des merowingischen Königs Dagobert III. und setzten ihren Anführer Raganfrid als neuen Hausmeier ein. Nach Dagoberts frühem Tod mit knapp 20 Jahren im Jahr 715/16 erhoben die Neustrier als neuen König einen Mönch Daniel, der fortan den Namen Chilperich II. führte. Dieser scheint bemerkenswerterweise versucht zu haben, aktiv in die Regierungsgeschäfte einzugreifen, und zog als letzter Merowinger sogar selbst in die Schlacht.
Unterdessen war es Karl Martell gelungen, aus der Haft zu entkommen. 716 drangen die Neustrier unter Chilperich bis nach Köln vor und bemächtigten sich der Schätze der Plektrud. In dieser Situation liefen führende Anhänger Plektruds zu Karl Martell über. Außerdem konnte sich der Karolinger die Unterstützung des angelsächsischen Missionars Willibrord sichern. Als Grundlage für Karls Aufstieg diente ihm die traditionelle Gefolgschaft seiner mütterlichen Familie im Raum Maastricht-Lüttich. Gegen die Friesen musste Karl vor Köln 716 seine einzige Niederlage hinnehmen und vom Schlachtfeld fliehen. Er sammelte dann aber seine Kräfte und besiegte die Neustrier im Frühjahr 716 bei Amel in den Ardennen und am 21. März 717 in der Schlacht von Vinchy bei Cambrai. Anschließend wurde Köln belagert und eingenommen. Karl zwang seine Stiefmutter Plektrud zur Herausgabe des merowingischen Königsschatzes. Damit gelangte dieser vollständig in die Verfügungsgewalt der Karolinger.
Mit der Übergabe des Schatzes wurde der Übergang der Herrschaft von der Stiefmutter auf Karl versinnbildlicht. Der Königsschatz war ein wichtiges Machtmittel für die Erlangung und Etablierung von Herrschaft. Er ermöglichte es seinem Besitzer, die Gefolgsleute materiell zu belohnen und so deren Loyalität zu sichern. Durch Beute aus Kriegszügen wurde der Schatz vermehrt. Plektrud musste ihre politischen Ambitionen aufgeben und wurde Stifterin des Kölner Konvents von St. Maria im Kapitol.
Karl erhob vor dem 3. Februar 718 zur Legitimierung seiner Macht mit Chlothar IV. einen eigenen Merowingerkönig, der ihn formell zum Hausmeier ernannte. Chilperich und Raganfrid konnten nach ihrer Niederlage bei Vinchy Herzog (dux) Eudo von Aquitanien als Verbündeten gewinnen. Im Frühjahr 718 oder im Oktober 718/719 besiegte Karl bei Soissons erneut Chilperich II. und Raganfrid. Er verfolgte Eudo und zog 718 mit seinem Heer bis nach Orléans. Eudo sah sich deshalb gezwungen, Chilperich mitsamt seinen Schätzen auszuliefern. Durch den Ausgleich mit Karl konnte Eudo seine Machtstellung in Aquitanien sichern. Raganfrid musste sich bis zu seinem Tod (731) mit einer lokalen Herrschaft im Anjou zufriedengeben. Der Merowingerkönig Chlothar starb 719. Karl erkannte daraufhin Chilperich II. an, der aber fortan entmachtet war. So konnten die Neustrier an ihrem König festhalten, während Karl die Akzeptanz seiner Herrschaft erhöhen konnte. Nach Chilperichs Tod 721 erhob Karl mit Theuderich IV., einem Sohn Dagoberts III., einen neuen Merowingerkönig.